# كأس النخبة اللبناني 2014
كأس النخبة اللبناني 2014 هو موسم من كأس النخبة اللبناني. فاز فيه نادي النجمة اللبناني.